# Angela Plöger
Angela Plöger (* 6. März 1942 in Danzig) ist eine deutsche Übersetzerin. 

## Leben
Angela Plöger schloss ihr Studium der Finno-Ugristik und Slawistik 1973 mit der Promotion an der Universität Hamburg ab. Sie lebt heute als vereidigte Übersetzerin in Hamburg. Daneben übersetzt sie Romane, Erzählungen, Theaterstücke und Sachbücher aus dem Finnischen, Ungarischen und Russischen ins Deutsche. Angela Plöger ist Mitglied im Verband deutschsprachiger Übersetzer literarischer und wissenschaftlicher Werke, VdÜ, und im Bundesverband der Dolmetscher und Übersetzer.
2014 erhielt sie den Finnischen Staatspreis für ausländische Übersetzer, den Preis der Literaturstiftung des finnischen Verlags Werner Söderström Oy, Helsinki, und 2016 das Ritterkreuz des Ordens des Löwen von Finnland.

## Werke
- Die russischen Lehnwörter der finnischen Schriftsprache, Wiesbaden 1973
- Moskau, St. Petersburg, (Mitautorin) München 1994

## Übersetzungen
- Eeva-Kaarina Aronen: Die Lachsfischerin, Bergisch Gladbach 2007
- Eeva-Kaarina Aronen: Der Sommer vor meinem Fenster, Bergisch Gladbach 2008
- Heutige Wege der finnischen Dialektologie, Helsinki 1981 (übersetzt zusammen mit Ingrid Schellbach-Kopra)
- Sami Hilvo: Die Schnapskarte, Hamburg 2012
- Risto Isomäki: Die Schmelze, Bergisch Gladbach 2008
- Risto Isomäki: Ascheregen, Köln 2011
- Risto Isomäki: Gottes kleiner Finger, Köln 2012
- Pasi Ilmari Jääskeläinen: Lauras Verschwinden im Schnee, Berlin 2014
- Juha Jokela: Mobile horror, Helsinki 2003
- Katja Kettu: Wildauge, Berlin 2014
- Katja Kettu, Feuerherz, Berlin 2017
- Katja Kettu: Die Unbezwingbare, 2021
- Kildinlappische Sprachproben, Helsinki 1985
- Eeva Kilpi: Tamara, Luzern 1974 (übersetzt zusammen mit Will Plöger)
- Leena Lander: Mag der Sturm kommen, München 1997
- Leena Lander: Die Insel der schwarzen Schmetterlinge, München 1998
- Leena Lander: Der Schatten des Richters, München 1998
- Leena Lander: Im Sommerhaus, München 1999
- Leena Lander: Das Gut in den Wäldern, München 2001
- Leena Lander: Die Unbeugsame, München 2006
- Arne Nevanlinna: Marie, Köln 2011
- Sofi Oksanen: Fegefeuer, Köln 2010
- Sofi Oksanen: Stalins Kühe, Köln 2012
- Sofi Oksanen: Als die Tauben verschwanden, Köln 2014
- Sofi Oksanen: Hundepark, Köln 2022
- Sofi Oksanen: Baby Jane, Köln, 2023
- Sofi Oksanen: Putins Krieg gegen die Frauen, Köln 2024
- Sylvi Santalahti: Leben mit high functioning autism, Berlin 2004
- Johanna Sinisalo: Troll, Berlin 2005
- Anja Snellman: Geografie der Angst, München 2001
- Anja Snellman: Zeit der Haut, München 2001
- Anja Snellman: Safari-Club, München 2004
- Anja Snellman: Landkarte des Paradieses, München 2005
- Anni Swan: Kranich und Hirtenmädchen, Stuttgart 1998
- Antti Tuuri: Fünfzehn Meter nach links, Kiel 1991
- Antti Tuuri: Loch im Himmel, Bergisch Gladbach 2004
- Kaari Utrio: Evas Töchter, Hamburg 1987 (übersetzt zusammen mit Vilma Vaikonpää)
- Kaari Utrio: Bronzevogel, Hamburg 1998
- Kaari Utrio: Sturmfalke, Hamburg 2002
- Kaari Utrio: Die Gefährtin des Sturmfalken, München 2003
- Meri Valkama: Deine Margot, Frankfurt/M. 2024